# 滑铁卢路
《滑铁卢路》（英語：Waterloo Road）是一部英国电视剧，在英国广播公司第一台首播于2006年3月9日。原始设定于英格兰洛奇代尔充满麻烦的综合学校中，2012年改成设定于苏格兰格陵诺克的格林诺克学院。此剧讲述了此校老师和学生的生活，以及比如婚外情、堕胎、离婚、虐待儿童及自杀等的社会问题。
本片的制作公司为Shed Productions。